# Gute Stube (Wohnraum)
Die Gute Stube (auch gute Stube) war ein in Deutschland bzw. im deutschsprachigen Raum bis in die 1970er Jahre (auf Bauernhöfen und größeren Anwesen teilweise bis in die Gegenwart) besonderer Raum, eine besondere Stube der/die, im Gegensatz zum heutigen „Wohnzimmer“ nur zu besonderen Tagen genutzt wurde, (bzw. genutzt wird). An Werktagen wurde der Raum nicht genutzt und oft durch die Hausfrau oder den Familienvorstand verschlossen. Das vergleichsweise  eher hochwertigere Mobiliar der guten Stube war an den überwiegenden Tagen der Nichtnutzung oft mit weißen Laken vor Verstaubung geschützt. Gute Stuben gab es eher in Haushalten der Mittel- und Unterschicht, während in Haushalten des Großbürgertums, der Oberschicht Salons, Raucherzimmer, Kaminzimmer o. ä. diese Funktion wahrnahmen.
So konstatiert Frank Lang für den südwestdeutschen Raum für Anfang des 20. Jahrhunderts:
- So unbewohnt, wie die „gute Stube“ [auf dem Bild] zu sehen ist, war sie nach den 20er-Jahren fast immer. Im Winter wurde sie kaum mehr beheizt, im Sommer diente der gusseiserne Ofen als Kühlschrank. Gegessen, gearbeitet und gelebt wurde fortan in der Küche. Nur noch bei großen Festen wie Weihnachten, an Geburtstagen und bei „hohem“ Besuch kam für kurze Zeit wieder Leben in die [gute] Stube.[1]

In manchen Regionen, etwa der südlichen Eifel und Luxemburg, besaßen Häuser wohlhabender Bauern zwei Stuben, von denen die Wohnstube im Alltag benutzt wurde, die andere als „gute Stube“ nur für festliche Ereignisse, etwa Familienfeste, benutzt wurde; sie war manchmal (auf Bauernhöfen) nicht heizbar.
Die Gute Stube diente repräsentativen Aufgaben oder wurde an Sonn- und Feiertagen auch nur von der Kernfamilie genutzt; z. B. für das sonntägliche Mittagessen.
Der Alltag an gewöhnlichen Tagen fand, einschließlich der Einnahme der Mahlzeiten, in der Küche statt, die oft der einzige Raum in einer Wohnung war, der permanent beheizt wurde und ähnlich wie heute die Esszimmer über meist einfachere  Möbel (Tisch, Stühle, Schemel) verfügte.
Im Lauf der Zeit wurde die gute Stube durch das Wohnzimmer ersetzt, in dem sich die Kernfamilie auch an Werktagen abends, in der Regel zum gemeinsamen Fernsehen, aufhält, das aber auch repräsentativen Aufgaben dienen kann. Die Rolle der guten Stube für Repräsentationszwecke, festliche Essen o. ä. wird mittlerweile (in eher wohlhabenden Haushalten) von dem (ansonsten wenig genutzten) Esszimmer übernommen.